# Gvidas Gineitis
Gvidas Gineitis (* 15. April 2004 in Mažeikiai) ist ein litauischer Fußballspieler. Der Mittelfeldspieler steht aktuell beim FC Turin unter Vertrag und spielt für die litauische Nationalmannschaft.

## Karriere
Gineitis wurde in Mažeikiai geboren und begann seine Karriere beim Be1 NFA in Kaunas. Sein Debüt im Profifußball gab er am 22. September 2018, als er in der zweiten Halbzeit bei einer 2:1-Niederlage gegen Žalgiris B in der Pirma lyga eingewechselt wurde.
Im Jahr 2019 wechselte er zu FK Atmosfera, wo er am 24. April 2019 sein erstes Tor im Seniorenbereich erzielen konnte. In einem dramatischen Pokalspiel, das nach 120 Minuten 3:3 endete, setzte er sich mit seiner Mannschaft im Elfmeterschießen gegen FK Nevėžis Kėdainiai mit 9:8 durch.
Im Sommer 2020 zog es Gineitis nach Italien, wo er sich dem Serie-B-Klub SPAL Ferrara anschloss und dort für die U17-, U18- und U19-Teams spielte.
Am 31. Januar 2022 wechselte Gineitis zum FC Turin. Der Wechsel war Teil eines Deals, der auch Demba Seck und Francesco Dell'Aquila beinhaltete. Nach starken Leistungen in der U19-Mannschaft von Turin wurde Gineitis während der Winterpause der Saison 2022/23 von Trainer Ivan Jurić in die erste Mannschaft befördert. Am 10. Februar 2023 gab er sein Debüt in der Serie A, als er beim 1:0 gegen AC Mailand in der Startelf stand und 45 Minuten spielte. Damit wurde er der vierte Litauer, der in der Serie A spielte, nach Tomas Danilevičius, Marius Stankevičius und Edgaras Dubickas. Am 19. Januar 2025 erzielte er sein erstes Tor in der Serie A.
Im März 2023 verlängerte Gineitis seinen Vertrag bis 2026.

## Nationalmannschaft
Gineitis spielte zunächst für die Junioren-Nationalmannschaften, bevor er im November 2022 erstmals für die A-Nationalmannschaft Litauens für den Baltic Cup nominiert wurde. Am 16. November 2022 gab er sein Debüt, als er im Halbfinale gegen Island eingewechselt wurde, das mit einer 5:6-Niederlage im Elfmeterschießen endete.
Am 15. November 2024 erzielte er in einem UEFA-Nations-League-Spiel gegen Zypern sein erstes Tor für Litauen und wurde mit 20 Jahren und 7 Monaten der jüngste litauische Torschütze in der Geschichte der UEFA Nations League.

## Spielweise
Gineitis ist ein linksfüßiger Mittelfeldspieler, der vor allem als Mezzala in der Offensive zum Einsatz kommt, aber auch flexibel in anderen Mittelfeldpositionen, wie etwa als Nummer 10, agieren kann. Er wird für seine athletische Physis, seine Laufstärke und seine Bewegungen ohne Ball besonders geschätzt.
Aufgrund seiner Spielweise wird er häufig mit Tommaso Pobega verglichen.

## Erfolge
- Fußballer des Jahres in Litauen: 2024
- Italienischer Jugendmeister (U18): 2021/22